# Hou je aan je woord
Hou je aan je woord was een Nederlands woordspelprogramma dat van 1961 tot 1963 op televisie door de AVRO werd uitgezonden.

## Radio
Oorspronkelijk was Hou je aan je woord een radioprogramma. De kandidaten kregen woorden opgegeven waarvan ze onder meer de betekenis moesten geven of correct in een zin gebruiken. In zekere zin was Hou je aan je woord een voorloper van Tien voor Taal.

## Televisie
Vanaf 18 februari 1961 werd er ook een televisieserie rond gemaakt. Het programma werd gepresenteerd door de Vlaamse auteur Karel Jonckheere en geregisseerd door Ger Roos. Twee panels speelden tegen elkaar, waaronder de Nederlandse auteurs Godfried Bomans, Victor van Vriesland, Aya Zikken, Hella Haasse en Harry Mulisch. Doorheen de jaren waren ook andere auteurs te gast, waaronder Albert van der Hoogte, Henri Knap, Ankie Peypers en Annie M.G. Schmidt.
Destijds was het programma zeer populair, vooral dankzij Godfried Bomans' ad rem gevoel voor humor.

## Bron
- Hou je aan je woord op beeldengeluid.nl